# Saint Kizito
Kizito, né en 1872 en Ouganda et mort le 3 juin 1886, est un jeune page du roi Mwanga II, martyrisé pour sa foi catholique et considéré comme saint par l'Église catholique. Il est le plus jeune du groupe des 22 martyrs de l'Ouganda.

## Biographie
Joseph Mukassa, le chef des pages, converti à la foi catholique par les Pères blancs Siméon Lourdel et Léon Livinhac, évangélise ses compagnons à la cour du roi. Le roi Mwanga, devenu hostile aux chrétiens, fait brûler vif Joseph Mukassa en 1886. Après sa mort, de nombreux catéchumènes, dont Kizito, demandent le baptême. Le 3 juin 1886, le roi le fait brûler vif avec d'autres chrétiens. 
D'après le procès de canonisation, l'une des raisons de la colère du roi est le refus des chrétiens de participer à des actes homosexuels, exigés du roi. Son martyre entraîne de nombreuses conversions. Kizito est le plus jeune martyr africain.  

## Canonisation, hommages

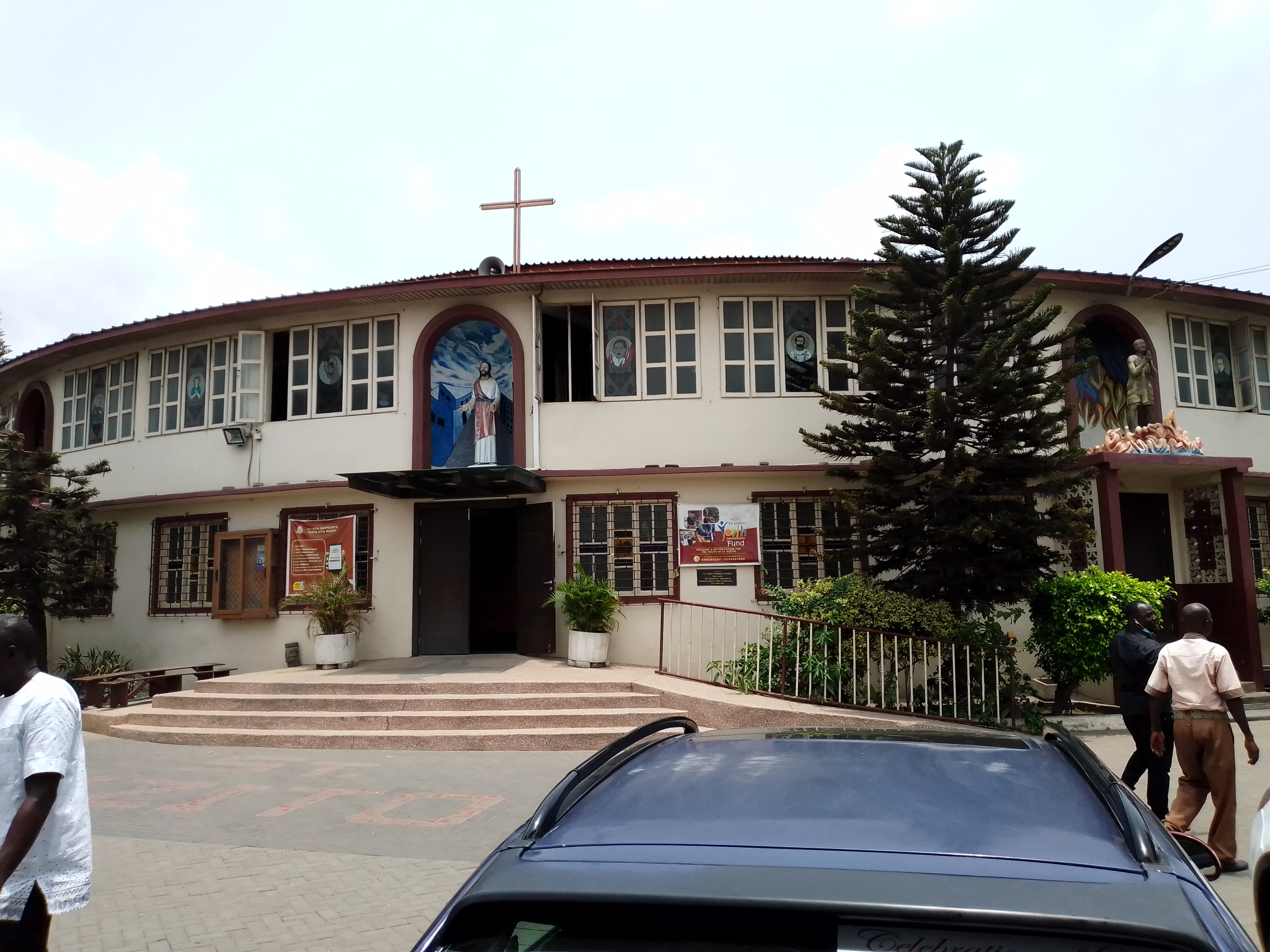
Église Saint-Kizito à Nima (Ghana).

Il est béatifié par Benoît XV le 6 juin 1920 et canonisé par Paul VI le 18 octobre 1964.
À Namugongo, un des vingt-deux piliers de la basilique des Martyrs de l'Ouganda est en son honneur. À l'intérieur de la basilique, un vitrail le représente, comme chacun des autres martyrs.